# Tom Glavine
Thomas Michael Glavine, detto Tom (Concord, 25 marzo 1966), è un ex giocatore di baseball statunitense che ha giocato nel di ruolo lanciatore nella Major League Baseball (MLB). È stato introdotto nella National Baseball Hall of Fame nel 2014 al suo primo anno di eleggibilità.

## Carriera
Glavine ebbe risultati misti nei suoi primi anni nella MLB con gli Atlanta Braves, facendo registrare un record di 33 vittorie e 43 sconfitte dal 1987 al 1990, incluse 17 sconfitte solamente nel 1988. Le sue fortune mutarono nel 1991, quando vinse 20 partite con una media PGL di 2.55. Fu la prima di tre stagioni consecutive con 20 o più vittorie, venendo premiato col suo primo Cy Young Award. Glavine fu la stella della rotazione dei lanciatori dei Braves nel 1991 che comprendeva Steve Avery, Charlie Leibrandt e un altro futuro vincitore del Cy Young Award, John Smoltz. Quell'annata vide anche i Braves diventare competitivi, vincendo il pennant della National League e qualificandosi per le World Series 1991, dove persero coi Minnesota Twins in sette partite. In un'epoca che ha visto diminuire il numero di lanciatori capaci di vincere venti gare in una stagione (non ce n'è stato alcuno nella MLB nel 2006 e 2009), Glavine è stato l'ultimo a riuscirvi per tre anni consecutivi.
Atlanta, per diversi anni una delle peggiori squadre della lega, si trasformò negli anni novanta in una perenne candidata per il titolo grazie alle sue stelle tra i lanciatori. Dopo che i Braves acquisirono Greg Maddux dai Chicago Cubs nel 1993, Glavine, Maddux e Smoltz formarono una delle migliori rotazioni della storia del baseball. Complessivamente, vinsero sette Cy Young Award tra il 1991 e il 1998. Glavine vinse il suo secondo Cy Young Award nel 1998, quando terminò con un record di 20–6 e 2.47 di media PGL. Complessivamente, raggiunse per cinque volte le World Series con Atlanta (nel 1991, 1992, 1995, 1996 e 1999), vincendole nel 1995 in sei gare contro i Cleveland Indians, venendo premiato come MVP delle World Series, in cui vinse gara 2 e gara 6.
Nel 2003, Glavine passò ai New York Mets, con cui nel 2007 divenne il 23º lanciatore a vincere 300 partite in carriera e il quinto mancino in assoluto, dopo Eddie Plank, Lefty Grove, Warren Spahn e Steve Carlton. Randy Johnson sarebbe diventato il sesto nel 2009. Glavine si ritirò dopo essere tornato per un'ultima stagione coi Braves nel 2008.

## Palmarès

### Club
- World Series: 1

Atlanta Braves: 1995

### Individuale
- MLB All-Star: 10

1991–1993, 1996–1998, 2000, 2002, 2004, 2006
- Cy Young Award: 2

1991, 1998
- MVP delle World Series: 1

1995
- Silver Slugger Award: 4

1991, 1995, 1996, 1998
- Leader della National League in vittorie: 5

1991–1993, 1998, 2000
- Club delle 300 vittorie
- Numero 47 ritirato dagli Atlanta Braves